# Surendra Singh Jeena
Surendra Singh Jeena (8 de diciembre de 1969-Nueva Delhi, 12 de noviembre de 2020) fue un político indio y miembro del Partido Bharatiya Janata.

## Biografía
En 1990 se graduó de la Universidad Dayal Singh College de Delhi. Fue miembro de la Asamblea Legislativa de Uttarakhand del distrito electoral de Salt en el distrito de Almora. Llegó a la asamblea legislativa por tercera vez consecutiva. También fue presidente de Kumaon Mandal Vikas Nigam (KMVN) en su primer mandato. En 2007, fue elegido miembro de la asamblea legislativa del distrito electoral de Bhikyasen. En su segundo mandato ganó las elecciones legislativas de 2012 en el distrito electoral de Salt.
Jeena ingresa el 2 de noviembre en el Hospital Sir Ganga Ram de Nueva Delhi con una afección diabética y es tratado por COVID-19. Finalmente fallece a las 6:30 horas (hora local) el 12 de noviembre de 2020, de acuerdo a lo manifestado por un líder del partido como así también por un alto funcionario del hospital.